# Acrocercops diacentrota
Acrocercops diacentrota är en fjärilsart som beskrevs av Edward Meyrick 1935. Acrocercops diacentrota ingår i släktet Acrocercops och familjen styltmalar. Inga underarter finns listade i Catalogue of Life.